# 三星Galaxy S4
三星Galaxy S4是韩国三星电子于2013年推出的新一代旗舰型智能手机，是Samsung Galaxy S 系列的第四代。手機重量只有130克， 剛推出市面被譽為全球最輕5寸以上的智能平板手機。
三星电子于2013年3月14日在纽约时代广场举办的 Samsung Unpacked 2013 Episode 1 上正式发布。同年4月開始於155個國家發售。
根據三星电子公佈的資料，截至2013年5月22日，三星Galaxy S4在全球共出貨一千萬支，目前已知銷售量4000萬支。而Galaxy S4同期的最大競爭對手是Apple iPhone 5及HTC One (M7)。

## 型号
以下机型以国际销售情况为准：
| 型号       | GT-I9500                                                      | GT-I9505                                                      | GT-I9506                                                      | GT-I9508                                                      | SCH-I959                                                      | GT-I9502                                                      | SGH-I337(M) |
| ---------- | ------------------------------------------------------------- | ------------------------------------------------------------- | ------------------------------------------------------------- | ------------------------------------------------------------- | ------------------------------------------------------------- | ------------------------------------------------------------- | --- |
| 国家或地区 | 国际                                                          | 国际                                                          | 国际                                                          | 中国大陆                                                      | 中国大陆                                                      | 中国大陆                                                      | 加拿大、 美国 |
| 运营商     | 国际                                                          | 国际                                                          | 国际                                                          | 中国移动                                                      | 中国电信                                                      | 中国联通                                                      | (SGH-I337:AT&T) 国际 |
| 2G         | 850, 900, 1800, 1900 MHz GSM、GPRS、EDGE                      | 850, 900, 1800, 1900 MHz GSM、GPRS、EDGE                      | 850, 900, 1800, 1900 MHz GSM、GPRS、EDGE                      | 900, 1800, 1900 MHz GSM、GPRS、EDGE                           | 900, 1800, 1900 MHz GSM、GPRS、EDGE                           | 850, 900, 1800, 1900 MHz GSM、GPRS、EDGE                      | 850, 900, 1800, 1900 MHz GSM、GPRS、EDGE                                                                                   |
| 3G         | 850, 900 MHz, PCS、IMT UMTS、HSPA+                            | 850, 900 MHz, PCS、IMT UMTS、HSPA+                            | 850, 900, 1900, 2.1 GHz, HSPA+                                | 1880, 2010 MHz TD-SCDMA 900 MHz, IMT UMTS / HSPA+             | 800, 1900 MHz EVDO Rev. A                                     | 850, 900 MHz, PCS、IMT UMTS、HSPA+                            | 850, 1900, 2100, 2.1 GHz, HSPA+(SGH-I337M:850, 900, 1900, 2100, 2.1 GHz, HSPA+)                                            |
| 4G LTE     | 无                                                            | 800, 850, GSM, 1800 MHz、IMT、IMT-E                           | 800, 850, 900, 1800 MHz 2.1 GHz 2.6 GHz                       | 无                                                            | 无                                                            | 无                                                            | 700 (Band 17), 850, 1700, 1900, 2100, 2600 MHz、IMT、IMT-E(SGH-I337M:700, 800, 850, 900, 1700, 2100, 2600 MHz、IMT、IMT-E) |
| 最大网速   | DC-HSPA+: 42 Mbit/s                                           | LTE: 100 Mbit/s                                               | LTE: 100 Mbit/s                                               | DC-HSPA+: 42 Mbit/s                                           | DC-HSPA+: 42 Mbit/s                                           | DC-HSPA+: 42 Mbit/s                                           | LTE: 100 Mbit/s |
| 尺寸       | 136.6 mm × 69.8 mm × 7.9 mm（5.38英寸 × 2.75英寸 × 0.31英寸） | 136.6 mm × 69.8 mm × 7.9 mm（5.38英寸 × 2.75英寸 × 0.31英寸） | 136.6 mm × 69.8 mm × 7.9 mm（5.38英寸 × 2.75英寸 × 0.31英寸） | 136.6 mm × 69.8 mm × 7.9 mm（5.38英寸 × 2.75英寸 × 0.31英寸） | 136.6 mm × 69.8 mm × 7.9 mm（5.38英寸 × 2.75英寸 × 0.31英寸） | 136.6 mm × 69.8 mm × 7.9 mm（5.38英寸 × 2.75英寸 × 0.31英寸） | 136.6 mm × 69.8 mm × 7.9 mm（5.38英寸 × 2.75英寸 × 0.31英寸）                                                              |
| 重量       | 130 g（4.6 oz）                                               | 130 g（4.6 oz）                                               | 130 g（4.6 oz）                                               | 130 g（4.6 oz）                                               | 132 g（4.7 oz）                                               | 132 g（4.7 oz）                                               | 130 g（4.6 oz） |
| 操作系统   | Android 5.0.1                                                 | Android 5.0.1                                                 | Android 5.0.1                                                 | Android 5.0.1                                                 | Android 5.0.1                                                 | Android 5.0.1                                                 | Android 5.0.1 |
| SoC        | Samsung Exynos 5410                                           | Qualcomm Snapdragon 600 APQ8064T                              | Qualcomm Snapdragon 800 MSM8974                               | Qualcomm Snapdragon 600 APQ8064T                              | Samsung Exynos 5 Octa Exynos 5410                             | Samsung Exynos 5 Octa Exynos 5410                             | Qualcomm Snapdragon 600 APQ8064AB                                                                                          |
| CPU        | 1.6 GHz 四核 ARM Cortex-A15 和 1.2 GHz 四核 ARM Cortex-A7     | 1.9 GHz 四核 Qualcomm Krait 300                               | 2.3 GHz 四核 Qualcomm Krait 400                               | 1.9 GHz 四核 Qualcomm Krait 300                               | 1.6 GHz 四核 ARM Cortex-A15 和 1.2 GHz 四核 ARM Cortex-A7     | 1.6 GHz 四核 ARM Cortex-A15 和 1.2 GHz 四核 ARM Cortex-A7     | 1.9 GHz 四核 Qualcomm Krait 300                                                                                            |
| GPU        | IT SGX544MP3                                                  | Qualcomm Adreno 320                                           | Qualcomm Adreno 330                                           | Qualcomm Adreno 320                                           | IT SGX544MP3                                                  | IT SGX544MP3                                                  | Qualcomm Adreno 320 |
| RAM        | 2 GB                                                          | 2 GB                                                          | 2 GB                                                          | 2 GB                                                          | 2 GB                                                          | 2 GB                                                          | 2 GB |
| 存储       | 16/32 GB                                                      | 16 GB                                                         | 16/32 GB                                                      | 16 GB                                                         | 16 GB                                                         | 16 GB                                                         | 16/32 GB |
| SAR        | 头部：0.85 W/Kg 身体：1.55 W/Kg                               | 头部：0.85 W/Kg 身体：1.55 W/Kg                               | 头部：0.77 W/Kg 身体：1.17 W/Kg                               | 头部：0.926 W/Kg 身体：1.389 W/Kg                             | 头部：0.926 W/Kg 身体：1.389 W/Kg                             | 头部：0.926 W/Kg 身体：1.389 W/Kg                             | 头部：0.85 W/Kg 身体：1.55 W/Kg                                                                                            |

## 特殊功能
- 雙鏡攝影（Dual Camera）：把前置和後置鏡頭所拍攝的照片融合的特效。
- 戲劇效果（Drama Shot）：可辨識移動的物件，合併數張連拍照，將動作過程完整記錄。
- 有聲拍攝（Sound & Shot）：可於拍照時同時錄下長達 9 秒的聲音，在瀏覽照片時播放。
- 多機共樂（Group Play）：使用 Mobile AP 與周围设备分享音樂、照片、文件和遊戲。
- 智能傳譯（S Translator）：即時文字或語音翻譯。
- 智能暫停（Smart Pause）：讓用戶以眼睛移动來控制屏幕。
- 智能滚动（Smart Scroll）: 讓用戶无須觸控屏幕移动滚动条。
- 懸浮預覽（Air View）、 懸浮手勢（Air Gesture）：讓用戶以手掌懸浮在内容上預覽內容。
- Samsung Optical Reader:OCR 辨識文字、名片或 QR 碼資訊。
- 電視遙控（Samsung Watch ON）：紅外線遙控器。
- 画中画（Pop Up Play）：在一个页面同时显示两个大小不等的窗口，可用于视频播放。
- 智能休眠（Smart Stay）：通过检测用户的眼睛是否注视屏幕来控制屏幕休眠。
- 無線充電: 提供無線充電功能，類似 Nokia Lumia 920 的無線充電。

## 爭議與批評
- 無新意 ：有評論指 S4 外型與 2012 年式 Galaxy S3 相似度極高[15]。
- 散熱不良 ：由於機身散熱系統不良，自製的 Exynos 處理器又會散發高熱，使得 Galaxy S4 容易產生高溫，最高溫甚至可達攝氏 58 度，可能有燙傷人體的機會，更可能因此過熱致電池爆炸。[16]。
- 疑似在各個網站派出廣大網軍抹黑對手產品 ：引導消費者購買三星手機[17]。
- 效能測試作弊 ：在進行如 Geekbench 等效能測試時使 CPU/GPU 以高於平常最大可工作量的頻率進行測試，美化跑分數據，但實際使用時並不會達到測試時的高效率[18]。

2013年，三星因跑分作弊遭到集体诉讼。2019年，诉讼结果称三星通过虚假陈述对消费者对Galaxy S4的购买产生了影响。三星方面同意向每一位购买Galaxy S4手机的消费者赔偿支付10美元。
- 突然死機或無法開機 ：三星 Note、S 系列深陷“字库门”，已成为众多三星手机 NOTE 系列及 S 系列机主的共同烦恼。这是因为三星产品设计本身存在缺陷，存储芯片的擦除指令存在问题，该芯片相当于电脑硬盘，业内称之为“字库门”。
- 系統內置應用程式過大：由於系統內置的ChatOn、S Travel等程式，以致16GB版本的可用空間僅有8 GB，近50%儲存容量都被手機的作業系統及內建應用程式佔據，限制用戶可使用的儲存空間[20][21]。三星回應「目的為了提供更高的顯示解析度及更強大的功能」，而「為了提供使用者最佳的行動產品經驗，三星讓 Galaxy S4 提供microSD記憶卡插槽，以擴充記憶容量」[21]。
- 不允許 app 安裝在記憶卡：CNET報導指出，三星並不允許 app 安裝在記憶卡上，導致很多遊戲無法安裝在S4上。一些先進的遊戲需要大量記憶空間支援，例如《Real Racing 3》便需要 1.2GB 的手機空間支援。因此 S4 若只剩 8GB 可用硬碟空間，很容易就不夠用[21]。事後三星於更新時支援應用程式可移至記憶卡的設計，但該功能僅限某些特定的應用程式，沒太大分別。[22]。
- 事故頻生：採用2安培充電器輸出電壓過大,令傳輸線接頭充電時容易過熱.加上電池質量參差.導致多宗火警爆炸事故
- 电池性质差:电池很快耗尽

## 意外事故
- 2013年7月8日，中國一位網友的Galaxy S4發生爆炸，該網民在微博中發布稱「想著昨晚手機著火真是怕，三星S4也不過如此，還最新款還好醒的及時，不然死定了。」[23]。
- 2013年7月10日，阿拉伯聯合大公國一位機主將使用一個多月的Galaxy S4徹夜連接充電器進行充電，半夜起火，幸及時發現並撲熄[24]。
- 2013年7月25日，香港的杜先生在使用Galaxy S4時突然過熱爆炸引起大火，全屋燒毀燻黑[25][26]。
- 2013年8月13日，巴基斯坦一位機主的Galaxy S4在充電時候發現有燒焦味，在檢查時發現USB接頭有燒焦現象[27]。
- 2013年8月28日，美國俄亥俄州有一位婦人[28]在睡夢中感覺背部灼燙劇痛，隨即意識到自己睡夢間將自己的Galaxy S4手機壓在身下，皮膚徹底的接收了強大高溫的威力。婦人前往醫院檢查，確認已經造成灼傷，不但起了水泡、之後亦免不了留下疤痕。婦人已向美國主管產品安全部門提出申訴。
- 2013年9月23日，美國奧勒岡州一男子在商店購物時，其Galaxy S4在他的夾克胸前口袋中自燃，之後將手機拿出來時手指頭又被燙傷，最後爆炸後掉在商店地上，燒毀商店地板[29]。男子其後表示手機發生自燃時並未處於陽光直射下，且該手機電池也是原裝電池，因此他認為該款手機完全有可能在手中發生爆炸，威脅用戶生命安全，要求三星公司召回已售出的2千萬部手機[30]。三星拒絕對此事發表評論。
- 2013年9月26日，濟州島一名64歲金姓大學教授在購入S4不足1個月的時間後，手機在無外力衝擊的形況下爆炸，造成液晶破損、機身彎曲，但韓國三星辯稱是使用者貪圖30萬韓元修理費而說謊[31]。同日，中國一名網民在睡觉时正進行充电的Galaxy S4突然爆炸，事主指在購買後就發現手機只在用一會後就發燙，因此已經減少使用時間[32]。
- 2013年10月4日，來自中國福建福州的一名用戶於遊台灣期間，其Galaxy S4在外套口袋突然冒煙，隨後電池與機身爆開，電池開始冒火，機身螢幕破裂，幸未有受傷。事後三星表示願意賠償一部新手機，但並未交代手機自燃原因。[33][34]
- 2013年10月9日，英格蘭一位母親推著有一對雙胞胎的嬰兒車，走到停車場取車時她的Galaxy S4突然爆炸並發出黑煙。她嚇了一大跳，幸好火勢沒有波及嬰兒車。當地的三星公司發言人表示將回收該手機進行起火原因的調查[35][36]。
- 2013年11月19日在印度邦加羅爾的一位攝影師，表示他突然感覺到S4燙熱，趕緊拿出來拔開背蓋分離電池，但同時S4電池就在他的眼前爆炸，噴出火花和大量煙霧，他的辦公桌慘遭燒焦一塊。當時手機並非充電中，也沒有插著任何連接線。對於如此危險的手機產品，作者認為應當進行回收[37]。
- 2013年11月28日，意大利一名20歲青年在睡夢中，被身旁木製床頭櫃上正在充電的S4之奇怪噪音吵醒，隨即發現手機電源端口冒出火花，青年將手機撥落地面時灼傷手指。[38]
- 2013年12月7日，加拿大一名網友 Ghostlyrich 的Galaxy S4起火燃燒，他使用的是原廠配給的三星充電器[39]，但三星事後要他簽署協議書，承諾刪除影片、不追究法律責任及不公開協議內容才肯換機[40]，因此受害者拍下影片上網抱怨，引起其他網友共鳴[41]，抨擊三星服務品質不佳，還有網友嘲笑：「Galaxy S4 可以改名為『C4』」[42][43]。事件發生後數天，美國諾基亞在Twitter上向受害人承諾送他一部全新Nokia Lumia手機，更聲言會幫他處理電信公司方面的複雜手續[44]。
- 2013年12月11日，奧地利一位36歲的母親聽到一聲怪響，趕緊跑去安置一歲嬰兒的隔壁房間，看到Galaxy S4像煙霧彈一樣炸開[45]，冒出大量煙霧並引燃毛織物，幸好爆炸沒有傷及附近的小嬰兒。這位母親大受打擊[46]。同日，俄羅斯一部Galaxy S4在充電時出現燒焦[47]。
- 2013年12月12日，一名Reddit論壇用戶在回家時手上拿著的 Galaxy S4 突然傳出巨響，在查看時發現手機出現少許火花並開始冒煙[48]。
- 2013年12月13日，一名來自俄羅斯的女士表示其S4手機側面發生自燃，產生煙霧與焦味，並燒毀主機側邊附近的元件。[49]
- 2013年12月19日，一部購買了4-5個月左右的S4在機主廚房中充電時傳出燒焦味，機主隨即發現S4著火並發出焦臭與煙霧，在用水撲滅了火勢後發現手機背蓋、充電接口、充電線皆已融化，三星維修部表示無法維修。[50]
- 2014年1月2日，一名中國用家的三星Galaxy S4在未充電的情況下發生爆炸，手機被完全燒毀，並且裝載著手機的背包也被燒黑，事主其後將手機送到三星維修部處理，但三星以手机是港行机為由拒绝受理。[51]。
- 2014年1月4日， 來自瑞士的Michele Crivelli在參加一場位於瑞士Davos Platz GR的Ochsen餐廳西洋除夕宴會時，其放置於餐廳桌上的S4突然爆炸，傳出一聲巨響[52]。
- 2014年2月14日，英國高雲地利一名用戶在送兒子到學校後駕車回家時，S4突然爆炸並噴發出藍色火焰，事主形容手機是「炸彈」。[53]
- 2014年4月9日，一位英國女公務員Holly Hewett在清晨將S4充電時聽到燒著東西的聲音，並聞到濃煙，手機掉在地上後將地毯燒出一個洞。[54][55]
- 2014年5月6日， 英國格雷夫森德一名Galaxy S4用家在凌晨一點發現充電中的S4突然發生爆炸，並噴發出大量濃煙和火焰。她表示充電器為原裝正貨。[56]
- 2017年3月21日，澳大利亞15歲女生，座車上學途中將三星Galaxy S4手機放在腿上，不料手機突然爆炸，把她裙子燒穿，燒傷了她的腿部，燒壞了她乘坐汽車的座椅等處，就醫後少女大腿內側有分別為一級和二級的燒傷。[57][58]

## 参看
- 三星Galaxy S系列